# Cabares
Cabares is een geslacht van vlinders van de familie dikkopjes (Hesperiidae), uit de onderfamilie Eudaminae.

## Soorten
- C. potrillo (Lucas, 1857)
- C. rinta Evans, 1952